# 丁善理
丁善理（1939年1月25日—2004年9月23日），生於青島市，祖籍江蘇省江都縣，前中華民國陸軍少校與企業家，曾任中央貿易開發股份有限公司董事長、中華民國奧林匹克委員會副主席，及台灣塑膠製品公會理事長，其所主導的中央貿易開發公司在越南開發工業區、電廠等事業，被越南台商稱為「越南王」。

## 生平
其祖父丁敬臣为江苏江都人，在青島經商，為青島市商會會長。其父丁慰農，生有九個子女。其長兄丁善璽，為電影導演。1948年，因戰亂輾轉來台，居住於台中，初中就讀台中市宜寧中學，後考入台中高工，於民國四十六年省立台中高工畢業後，考得台灣省建設廳頒發之甲等電匠執照，為當時有資格參與高壓電線作業中最年輕者。徵得父母同意，保送陸軍軍官學校第30期。
1957年，因早期生活清苦，家中男丁均被送入軍校就讀，以獲得較好之教育，故丁善理進入陸軍官校第30期。
1961年，畢業後，分發至部隊，其後因於陸軍官校成績優異，故被選派至美國，完成步兵學校、傘兵學校、突擊兵學校等特種部隊訓練。
1964年，考取名額僅二名之國防公費獎學金，至美國哥倫比亞大學研究所，主修電機，學業完成後回到台灣，繼續軍職。
1972年，在服役年滿後，以少校軍階辦理退役，卸除軍職。在趙廷箴的邀請下，進入華夏海灣塑膠集團。
1989年，兼任國民黨主席的李登輝總統，大力推動由政府、民間合力拓展台灣的海外空間與經貿市場，國民黨中央財務委員會主委徐立德乃出面籌辦，由中央投資公司成立中央貿易開發股份有限公司，國民黨注資75%，3家民間股東投資25%．3家民股部分，丁善理家族投入10%，太古集團董事長錢鵬倫投資10%，以及由國民黨指派之萬海航運董事長陳清治投資5%．
1994年，「由於投資越南初期虧損嚴重，當時的國民黨投管會主委劉泰英評估後決定放棄，並單方面方面透過媒體宣布由越南撤資。但丁善理不放棄初衷，由民間股東出資承購國民黨股份，繼續深耕越南。自此丁善理家族、錢鵬倫家族及陳清治家族分別各持股30%，國民黨僅暫時保留10%股權。
1998年間，新順加工出口區已轉虧為盈，惟整體越南開發計畫如協孚發電廠、富美興新市鎮仍處於大幅虧損狀態，國民黨乃決定全面撤出，轉讓其所持有之10%中央貿易公司股權予丁善理等民間股東繼續經營，中央貿開公司自此即與國民黨再無關連。

## 事業成就
中央貿易開發投資的越南開發計畫包括：
1. 新順加工出口區：  1991年經越南政府核准設立，由沼澤地填土、整地、造地直到完成該工業區建設，為越南第一個加工出口區，是模仿高雄加工出口區而所建而成，直至今日都是越南最驕傲的示範區。原先是以紡織業為主，嗣後加入金屬加工、腳踏車零件、醫療器材，以及最近加入的半導體設計。  自1991年至今，已吸引8億美元外資、100多家廠商進駐，每年貿易額為16億美元，雇用4萬9千名越南勞工，加上間接受惠者，人數超過十萬人，亦幫越南政府創造高達越南外匯存底的十分之一。  1999年，《歐元雜誌》旗下的《企業區位》（Corporate Location）評選新順加工出口區為亞太最佳加工出口區，勝過當時新加坡的蘇州園區。前美國總統柯林頓、前日本首相小淵惠三等外國政要前往越南參觀改革開放成果時，越南政府都會邀請外賓到新順加工出口區參訪。[1]
2. 協孚發電廠： 該廠於1994年開始動工時，該地區亦為沼澤地，經多年填土開墾，三部機組於1998年2月及7月進行併網發電，開始商業運行，除使加工出口區廠商供電無虞，亦供電給用戶及國家電網，曾提供胡志明市45％電力，解決胡志明市一個月停電高達五百次的問題。協孚發電廠的發電功率與林口火力發電廠相近，其並以安全、穩定、經濟與進步四大目標為使命。
3. 富美興聯營公司： 富美興，舊名為「芽皮」，位於胡志明市南部，原為沼澤鹽鹼地，土壤貧瘠，只能生長水椰樹，故曾為越戰時越共躲藏之絕佳地點，亦為連當地政府都認為無法開發之地區。1993年開始建設與經營時，在此地南部沼澤地區，進行填土闢地，成為可開發土地。富美興公司的計畫總面積約600公頃，複合式商業區及住宅區。富美興公司的總體規劃曾獲多項國際獎項，如1995年PA（Progressive Architecture）都市規劃佳作獎，以及於1997年獲得代表美國建築界最高榮譽的AIA（American Institute of Architecture）都市規劃獎。

## 捲入糾紛
因受中央貿易開發公司股東之一陳清志於越南及台灣兩地提告並受限制出境，2004年9月24日，台北地檢署檢察官朱應翔指揮檢調搜索中央貿易公司辦公室；晚間，丁善理留下遺書後墜樓身亡；丁善理的死，被各界視為「捍衛名譽，以死明志」，也被視為是他對陳清治的無言的控訴。丁善理之妻費宗清與錢鵬倫召開記者會，公布丁善理遺書。
為緬懷丁善理之付出及貢獻，2007年時由越南國家主席阮明哲分別追贈丁善理、錢鵬倫越南友誼勳章（過去受頒發此勳章者大部分為各友邦國元首），以及頒發越南國家一等勞動勳章予富美興公司。

## 家庭
其妻費宗清，為費驊與張心漪之女；費驊曾任財政部部長，張心漪則為曾國藩之曾外孫女。兩人在1966年結婚，育有二子二女，二子之名分別為丁廣欽與丁廣鋐。

## 獲得殊榮
1984年，因維護奧會及各運動協會於國際體壇之權益地位，並爭取我國選手參與國際運動競賽等事蹟，榮獲教育部金章體育獎。
1993年，受內政部評選為八十二年度之優良理監事並受頒獎狀。
1993年，受頒胡志明市人委會所頒發之胡志明市友好獎狀。
2001年，榮獲越南總理獎狀。
2003年，榮獲胡志明市人委會獎狀。
2007年，獲當時越南國家主席阮明哲先生追贈「越南友誼勳章」。

## 專利證書
1986年12月，受核發「第二類：服裝之手套：雙頭S鉤」之專利證書。
1987年6月，受核發「全自嚙式旋扣」之專利證書。
1987年12月，受核發「營帳腳座」之專利證書。
1988年3月，受核發「皮帶扣」之專利證書。
1988年6月，受核發「第二類：服裝之附屬品：織帶迫緊束環」之專利證書。
1988年8月，受核發「第五類：攜帶用品之其他：帶環吊鈎」之專利證書。
1988年9月，受核發「彈性繩索端部之連接裝置」之專利證書。
1990年1月，受核發「齒條扣」之專利證書。
1990年9月，受核發「第三類：帽：帶扣」之專利證書。
1990年11月，受核發「第五類：攜帶用品：帶扣」之專利證書。

## 外部連結
- 丁善理紀念基金會 （页面存档备份，存于）